# Portrait du comte-duc d'Olivares (Vélasquez, Madrid)
Pour les articles homonymes, voir Portrait du comte-duc d'Olivares.
Le Comte-Duc d'Olivares fut peint par Diego Velázquez vers 1625 et est conservé dans la collection particulière de Collection José Luis Varez-Fisa à Madrid.

## Histoire du tableau
Ce portrait fut le second peint par Vélasquez de Gaspar de Guzmán, après celui de 1624 et qui est conservé au Musée d'Art de São Paulo.
Le Comte-Duc demanda probablement à Vélasquez de réaliser ce portrait à la suite de sa nomination à l'ordre d'Alcantara dont il porte ici la croix, alors qu'il porte la croix de Calatrava sur le portrait précédent.

## Description du tableau
Il existe deux exemplaires de ce tableau, celui conservé à Madrid et un autre conservé par la Société hispanique d'Amérique de New York.
Sur les deux toiles, le Comte-Duc est debout, vêtu avec un habit de soie bleu vert obscure ; il exhibe une grande chaîne d'or sur laquelle apparaît brodée la croix verte de l'ordre d'Alcantara qui apparaît également sur la cape.

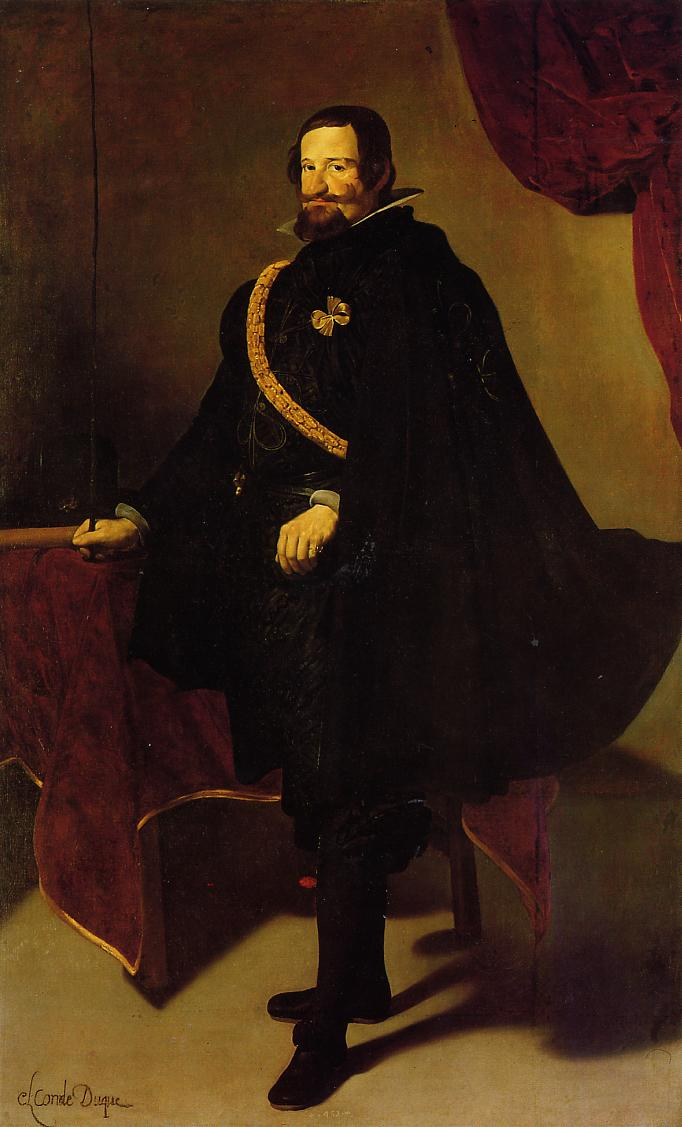
Version du tableau conservée par la Société Hispanique d'Amérique

 On note le nœud que l'homme porte noué sur le cœur. La main droite soutient un bâton et est appuyée sur une table nappée de rouge pendant que la main gauche repose sur le pommeau de l'épée.
Un rideau dans le coin droit est présent dans  la version de la Société hispanique d'Amériques qui n'existe pas dans la version de Madrid, ainsi qu'une bague brillante que porte le Comte-duc au petit doigt de la version américaine et qui est absente de la version madrilène.